# Parlamento Regional de Brandeburgo
El Parlamento Regional de Brandeburgo  es el parlamento estatal (Landtag) del estado federado de Brandeburgo en Alemania. Cuenta con 88 miembros distribuidos en cuatro partidos. Es de carácter unicameral. El Landtag de Brandeburgo fue establecido en 1946 y suprimido en 1952, luego de que el estado de Brandeburgo como tal fuese suprimido debido a su pertenencia a la República Democrática Alemana (RDA). Se restableció en 1990 tras la reunificación alemana, reuniéndose actualmente en el Palacio de la Ciudad de Potsdam reconstruido desde principios de 2014. Su antigua sede fue el edificio de la Escuela Militar en Brauhausberg, Potsdam, que data de 1902.

## Composición actual

### Resultado electoral
| Elecciones estatales de Brandeburgo de 2024 |                                                           |                       |         |         |           |           |
| Candidaturas                                | Candidaturas                                              | Candidato             | Votos   | Votos   | Diputados | Diputados |
|                                             | Partido Socialdemócrata                                   | Dietmar Woidke        | 463 678 | 30,89 % | 32        | 7         |
|                                             | Alternativa para Alemania                                 | Hans-Christoph Berndt | 438 811 | 29,23 % | 30        | 7         |
|                                             | Alianza Sahra Wagenknecht - Por la Razón y la Justicia    | Robert Crumbach       | 202 343 | 13,48 % | 14        | 14        |
|                                             | Unión Demócrata Cristiana                                 | Jan Redmann           | 181 632 | 12,10 % | 12        | 3         |
|                                             | Alianza 90/Los Verdes                                     | Antje Töpfer          | 62 031  | 4,13 %  | 0         | 10        |
|                                             | La Izquierda                                              | Sebastian Walter      | 44 692  | 2,98 %  | 0         | 10        |
|                                             | Movimientos Cívicos Unidos de Brandeburgo/Votantes Libres | Peter Vida            | 38 596  | 2,57 %  | 0         | 5         |
| Fuente: Parlamento de Brandeburgo           |                                                           |                       |         |         |           |           |

Las últimas elecciones, celebradas en 2019, se llevaron a cabo mediante un sistema de representación proporcional, con un mínimo del 5% de los votos para recibir escaños.

### Órganos del Parlamento en la VIII legislatura

#### La Mesa
| Cargo                             | Titular         | Lista |
| --------------------------------- | --------------- | ----- |
| Presidenta                        | Ulrike Liedtke  | SPD   |
| Vicepresidente primero            | Daniel Münschke | AfD   |
| Vicepresidente segundo            | Jouleen Gruhn   | BSW   |
| Fuente: Parlamento de Brandeburgo |                 |       |

#### Grupos parlamentarios
| Grupo parlamentario               | Grupo parlamentario                         | Grupo parlamentario                         | Integrantes                                            | Líder                 | Portavoz       | Escaños |
| --------------------------------- | ------------------------------------------- | ------------------------------------------- | ------------------------------------------------------ | --------------------- | -------------- | ------- |
|                                   | Sozialdemokratische Partei Brandenburg      | Sozialdemokratische Partei Brandenburg      | Partido Socialdemócrata                                | Dietmar Woidke        | Ludwig Scheetz | 32      |
|                                   | Alternative für Deutschland Brandenburg     | Alternative für Deutschland Brandenburg     | Alternativa para Alemania                              | Hans-Christoph Berndt | Dennis Hohloch | 30      |
|                                   | Bündnis Sahra Wagenknecht Brandenburg       | Bündnis Sahra Wagenknecht Brandenburg       | Alianza Sahra Wagenknecht - Por la Razón y la Justicia | Robert Crumbach       |                | 14      |
|                                   | Christlich Demokratischen Union Brandenburg | Christlich Demokratischen Union Brandenburg | Unión Demócrata Cristiana                              | Jan Redmann           | Steeven Bretz  | 12      |
| Fuente: Parlamento de Brandeburgo |                                             |                                             |                                                        |                       |                |         |

#### Comisiones
| Comisiones del Parlamento de Brandeburgo                              |             |                     |                    |
| Comisión                                                              | Presidencia | Presidencia         | Vicepresidencia    |
| Comisiones permanentes                                                |             |                     |                    |
| Asuntos Internos y Gobierno Local                                     |             | Nicole Walter-Mundt | Sven Hornauf       |
| Educación, Juventud y Deporte                                         |             | Vancate             | Annemarie Wolff    |
| Ciencia, Investigación y Cultura                                      |             | Reinhard Simon      | Michael Schierack  |
| Asuntos Económicos, Trabajo, Energía y Protección del Clima           |             | Britta Kornmesser   | Steffen Kubitzki   |
| Agricultura, Alimentación, Medio Ambiente y Protección del Consumidor |             | Lars Hünich         | Wolfgang Roick     |
| Asuntos Jurídicos y Digitalización                                    |             | Danny Eichelbaum    | André von Ossowski |
| Infraestructura y Planificación Regional                              |             | Norbert Rescher     | Ines Seiler        |
| Presupuesto y Finanzas                                                |             | Falk Gerd Janke     | Jörg Vogelsänger   |
| Salud y Asuntos Sociales                                              |             | Jouleen Gruhn       | Ellen Fährmann     |
| Control Presupuestario                                                |             | Andreas Galau       | Andreas Noack      |
| Asuntos Europeos y Política de Desarrollo                             |             | Johannes Funke      | Steffen Kubitzki   |
| Control Electoral                                                     |             | Benjamin Filter     | Ludwig Scheetz     |
| Comisiones por ley                                                    |             |                     |                    |
| Peticiones                                                            |             | Udo Wernitz         | Michael Hanko      |
| Control Parlamentario                                                 |             | Uwe Adler           | Marlen Block       |
| Comisiones de Seguimiento e Investigación                             |             |                     |                    |
| Desarrollo Estructural en Lusacia                                     |             | Wolfgang Roick      | Daniel Münschke    |
| Reducción de la Burocracia                                            |             | Marcel Penquitt     | Felix Teichner     |
| Análisis y evaluación de las medidas estatales contra la COVID-19     |             | Sina Schönbrunn     | Lars Hünich        |
| Fuente: Parlamento Regional de Brandeburgo                            |             |                     |                    |

### Histórico de resultados y distribución de escaños
|  | 67,1 % |

| 13  | 6    | 36  | 6   | 27  |
| PDS | B'90 | SPD | FDP | CDU |

|  | 56,3 % |

| 18  | 52  | 18  |
| PDS | SPD | CDU |

|  | 54,3 % |

| 22  | 37  | 25  | 5   |
| PDS | SPD | CDU | DVU |

|  | 56,4 % |

| 29  | 33  | 20  | 6   |
| PDS | SPD | CDU | DVU |

|  | 67,0 % |

| 29    | 33  | 5     | 7   | 20  |
| Linke | SPD | Grüne | FDP | CDU |

|  | 47,9 % |

| 17    | 30  | 6     | 21  | 3   | 11  |
| Linke | SPD | Grüne | CDU | BVB | AfD |

|  | 61,3 % |

| 10    | 25  | 10    | 15  | 5   | 23  |
| Linke | SPD | Grüne | CDU | BVB | AfD |

|  | 63,6 % |

| 14  | 32  | 12  | 30  |
| BSW | SPD | CDU | AfD |

## Presidentes del Parlamento
| Nombre                   | Periodo       | Partido |
| ------------------------ | ------------- | ------- |
| Friedrich Ebert (junior) | 1946-1949     | SED     |
| Otto Meier               | 1949-1952     | SED     |
| Herbert Knoblich         | 1990-2004     | SPD     |
| Gunter Fritsch           | 2004-2014     | SPD     |
| Britta Stark             | 2014-2019     | SPD     |
| Ulrike Liedtke           | 2019-presente | SPD     |